# Nom de code : Linux
Nom de code : Linux (anglais : The Code, titre de la version originale) est un film documentaire de Hannu Puttonen datant de 2002 qui retrace l'histoire des mouvements GNU, Linux, open source et des logiciels libres et dans lequel plusieurs personnalités de l'informatique sont interviewées, comme Linus Torvalds, Alan Cox, Richard Stallman, Theodore Ts'o ou Eric S. Raymond.
Le film s'achève par cette assertion : « Ce serait peut-être l'une des plus grandes opportunités manquées de notre époque si le logiciel libre ne libérait rien d'autre que du code. »

## Version française
Il y a ~8 minutes (2 blocs de ~4 minutes chacun) de ce documentaire qui ont été retirés pour la version française. Il existe sur internet une "version longue", mais les bouts manquants sont en VO (en anglais). L'un des passages manquant porte sur la question des libertés en informatique.
Pour le doublage en français, le terme "Free" prononcé par Richard Stallman est traduit en "Gratuit" alors qu'il fallait traduire par "Libre". Il faut donc entendre "Logiciel libre" et non pas "Logiciel gratuit".